# كاف المصورة
كاف المصورة، (بالفرنسية: La curée des lions de Kef Messaoura)‏، مجموعة من المنحوتات الحجرية في عصر ما قبل التاريخ، تقع في الزوابي على بعد 10 كلم من دائرة سدراتة، ولاية سوق أهراس.

## تاريخ
كاف المصورة أو كاف الرجم بمدينة سدراتة، تُعد كاف المصورة والتي تُعرف أيضًا بمغارة الأسود أو شعبة الصيد لوحة باهرة من الفنون الصخرية التي تحتفظ بها سدراتة، تتألف من نقوش صخرية ترجع إلى حقبتين مختلفتين من فترات ما قبل التاريخ، تعود الأولى إلى 7000 سنة قبل الميلاد وتتكون من صورة تعبيرية عملاقة لمشهد صيد، ترجم الفنان الحجري على هذه اللوحة أسودا اصطادت فريسة تتمثل في خنزير بري وبجوارها أشبالها لتناول الوجبة، يقابلها ثعالب وضباع تنتظر دورها مما يتركه ملوك الغابة، في ظهر الصخرة نقشت أبقار وحشية ذات قرون كبيرة، توحي هذه اللوحة بطبيعة المنطقة حيث كانت أدغالا كثيفة تعيش بها الأسود ومختلف الوحوش والأنعام كما تعبر عن طبيعة إنسان المنطقة الذي وصل إلى مستوى من التمييز والعقل لرسم الصورة بأدق تفاصيلها ورموزها العميقة أكتشف كاف المصور لأول مرة الباحث الفرنسي (بارنال) سنة 1882م، ثم درسها العديد من الباحثين الأثريين
تحمل الجهة الجنونية من الصخرة أيل بربري، وستة نعمات، وتعد هذه النقوش حديثة بالمقارنة مع الأولى
يعتبر الأخصائيون الأثريون كاف المصور من أجمل النقوش الصخرية لفترة ما قبل التاريخ في شمال أفريقيا، نظرا لضخامتها ودلالتها التصورية بالإضافة إلى عمق خطوطها ودقتها التعبيرية،